# Gohei
gohei är en skiva av rockgruppen Takida som släpptes 2003.

## Låtlista
1. Unison
2. Easy
3. Snypah
4. Ponder
5. Don't Reach Out (The Grand Closure)